# 사이에서
"사이에서"는 2012년에 개봉한 대한민국의 영화이다.

## 줄거리
삶의 끝에서 만난 인연 내 생애 가장 눈부신 순간 ‘사이에서’

<떠나야 할 시간> 남편의 상습적인 폭력으로 오랜 세월 고통 받아 온 ‘그녀’는 시한부 인생을 선고 받은 후, 현재로부터 벗어나기 위한 여행 길에 오른다. 그리고 그 길에서 ‘그녀’는 운명 같은 사랑과 마주하게 되는데… 한편, 아버지를 죽인 혐의로 무기징역을 선고 받은 ‘그’는 감옥으로 송치되던 중 극적으로 도망치게 되고 바로 그 길에서 숙명 같이 ‘그녀’와 마주하게 된다. 오로지 분노와 절망으로 가득하던 ‘그’의 삶은 ‘그녀’로 인해 점차 변해가고, 행복한 순간 속에서 문득 희망을 꿈꾸게 되는데… 절망의 끝에서 마주한 기적 같은 하루 절망… 그리고 희망 ‘사이에서’ 그가 필요한 것은...

<생수> 매서운 파도가 몰아치는 바닷가, 그곳 가파른 절벽 위에 ‘송장수’가 아슬아슬하게 섰다. 아쉬울 것 하나 없는 삶 그래서 이제 그만 끝내려는데… 젠장, 목이 마르다. 목은 축이고 죽어야 여한이 없을 것 같다. 그렇지만 둘러봐도 편의점 따윈 없고 뒤져보니 나오는 건 라이터 하나뿐. 어렵사리 라이터에 적힌 물다방에 연락해 신신당부를 했건만 그게 뭐 그리 어려운 부탁이라고 물을 놓고 왔단다. 레지를 달래서 물을 가져다 달라고 돌려보냈는데… 깜깜무소식?! “고깟 물 한 병 가져다 달라는 걸… 이렇게 씹어?” 이대로 죽을 순 없다! 너한테 꼭 물을 얻어 먹고 죽을란다!

## 캐스팅
- 황수정 : 그녀 역
- 기태영 : 그 역
- 박철민 : 송장수 역
- 천우희 : 전나리 역
- 송은진
- 이광일
- 박현수 : 아이엄마 역
- 라재웅
- 임예서
- 우상전
- 김은찬
- 백원길
- 고창석 (특별출연)
- 우현 (특별출연)